# Die Kabale der Scheinheiligen
Die Kabale der Scheinheiligen, auch Molière (russisch Кабала святош Kabala swjatosch), ist ein Theaterstück in vier Akten des sowjetischen Schriftstellers Michail Bulgakow, dessen Niederschrift 1930 abgeschlossen wurde. Vor seiner Premiere am 16. Februar 1936 am Moskauer Künstlertheater wurde das Stück dort jahrelang einstudiert und immer wieder umgeschrieben. Stalin ließ die Kabale nach sieben Aufführungen am 9. März 1936 verbieten. Die „Begründung“ hatte dem Diktator Platon Kerschenzew – einer seiner „Kulturpolitiker“ – am 29. Februar geliefert: Bulgakow führe dem Zuschauer eine Parallele der Despotie Ludwig XIV. mit der Diktatur des Proletariats vor Augen. 1966–2015 erlebte das Stück auf sowjetischen/russischen Bühnen immer neue Inszenierungen.

## Inhalt
Paris um 1662 bis 1673:
1
Der Schauspieler Lagrange will die junge Kollegin Armande vor dem zwanzig Jahre älteren Molière erretten. Unmöglich, versetzt die junge Frau. Sie wurde von Molière geschwängert. Der werdende Vater will die Schwangere zur Frau nehmen und teilt seiner langjährigen, vier Jahre älteren Lebensgefährtin Madeleine die Heiratsabsicht mit. Madeleine bereut, dass sie ihre Schwester Armande nach Paris geholt hat.
Lagrange setzt den Zuschauer ins Bild. Molière heirate nicht die Schwester, sondern die Tochter Madeleines.
2
Marquis de Charron, der Erzbischof von Paris, hat seine Leute. Einer von diesen, der Wanderprediger Vater Bartholomäus, redet dem Sonnenkönig ein, mit dem Komödianten Molière sei der Antichrist in Paris eingezogen. Dessen Tartuffe sei Gotteslästerung. Molière wird zum Gottlosen erklärt.
Ludwig XIV. setzt sich über die kirchlichen Bedenken hinweg. Molière darf das Stück spielen.
Armande betrügt ihren Ehemann Molière mit dessen 23-jährigem Adoptivsohn Zacharie Moyron. Molière verprügelt Moyron und vertreibt ihn aus seiner Truppe. Der aufmüpfige Adoptivsohn kontert, er kenne Molières Geheimnis.
3
Die Gesellschaft Kabale der Heiligen Schrift, Instrument des Erzbischofs de Charron, erfährt in einer Geheimsitzung von Moyron, Molière habe die eigene Tochter geehelicht. Moyron habe es von Lagrange gehört. Der Adoptivsohn rächt sich für die Tracht Prügel, die ihm der Vater verabreicht hatte.
Madeleine gesteht de Charron, sie habe mit zwei Männern gelebt und wisse nicht, von welchem der beiden sie Armande empfangen habe.
Armande beteuert dem Erzbischof gegenüber, sie sei Madeleines Schwester. De Charron will Armandes Lüge überhören, falls sie Molière verlässt.
Madeleine stirbt und Armande sucht gehorsam das Weite. Der Sonnenkönig verbietet Molière die Aufführung des Tartuffe.
Bruder Treue, einer von de Charrons Leuten, redet dem Marquis d’Orsini ein, Molière habe in einem seiner Stücke diesen als Frauenverderber geschmäht. D’Orsini will sich mit Molière duellieren.
4
Moyron gesteht Molière seine Suizidabsicht.
Molière beteuert seinem Diener, dem Kerzenlöscher Jean-Jacques Bouton gegenüber, Armande sei nicht seine Tochter.
Molière stirbt auf der Bühne, als er den Argan spielt.

## Selbstzeugnis
Schröder zitiert aus einem Artikel Bulgakows in der Zeitschrift des Moskauer Künstlertheaters vom 15. Februar 1936. Der Autor gesteht, er habe sich – zwecks Dramatisierung – ein paar Aberrationen von der historischen Wahrheit erlaubt: Molière starb nicht während einer Aufführung, sondern daheim. Den Konflikt Molières mit dem Sonnenkönig habe Bulgakow in demselben Sinne übertrieben. Die Behauptung der Feinde Molières, er habe mit seiner Ehefrau ein Kind im Inzest gezeugt, sei wohl im 20. Jahrhundert nicht mehr beweisbar. Manche „historische“ Persönlichkeit sei erfunden – zum Beispiel der Duellant Marquis d’Orsini. Und der berühmte Erste Liebhaber Zacharie Moyron sei dem Schauspieler Michel Baron nachempfunden. Aber der Tartuffe wurde bekanntlich wirklich verboten. Molière habe sich mit diesem Stück zudem die Kirche zum Feind gemacht.

## Rezeption
- Gorki anno 1931: „Das ist … ein sehr gutes, kunstvoll gemachtes Stück … Er [Bulgakow] hat Molière … ausgezeichnet porträtiert. Ebenso … kühn … ist der Sonnenkönig gestaltet.“[5]

## Premiere
- 2016, Volksbühne Berlin: Die Kabale der Scheinheiligen – inszeniert von Frank Castorf.

## Hörspiel
- 1980, Rundfunk der DDR: Die Kabale der Scheinheiligen – Hörspiel von Werner Grunow mit Michael Gwisdek als Molière, Jutta Wachowiak als Madeleine, Helga Piur als Armande, Dieter Wien als Lagrange, Ezard Haußmann als Ludwig XIV. und Hannjo Hasse als Marquis de Charron.

### Deutschsprachige Ausgaben
- Die Kabale der Scheinheiligen (Molière). Aus dem Russischen von Thomas Reschke. S. 149–199 in: Michail Bulgakow. Stücke. Mit einem Nachwort von Ralf Schröder. Verlag Kultur und Fortschritt, Berlin 1970. 432 Seiten (Übersetzung von: Bulgakow. Dramen und Komödien, Moskau 1965)
- Die Kabale der Scheinheiligen (Molière). Drama in vier Akten. Aus dem Russischen von Thomas Reschke. S. 7–67 in Ralf Schröder (Hrsg.): Bulgakow. Die Kabale der Scheinheiligen. Alexander Puschkin. Batum. Stücke. Volk & Welt, Berlin 1995, ISBN 3-353-00952-3 (= Bd. 11: Gesammelte Werke (13 Bde.), verwendete Ausgabe)
- Die Kabale der Scheinheiligen. Aus dem Russischen von Bernd Poßner. Verlag epubli, Berlin 2016, ISBN 978-3-7418-7316-4.

### Sekundärliteratur
- Monika Nölke Floyd (* 1962): Michail Bulgakovs „Kabala Svjatoš“. Formen und Funktionen der Annäherung an Molière. Lang, Berlin 1997 (Dissertation FU Berlin 1994), ISBN 978-3-631-30103-6